# 床秦留可
床 秦留可（とこ はるか、1997年3月16日 - ）は、東京都東村山市出身の女子アイスホッケー選手。ポジションはフォワード 。スベンスカ・ダムホッケーリーガンのリンシェーピングHC
アイスホッケー女子日本代表として冬季オリンピック2大会（2018年平昌、2022年北京）に出場している。

## 経歴
アイスホッケーを始めたのは5歳で、東京都立東大和高等学校在学中に世界女子U18選手権の日本代表となる。ソチオリンピックの直前に落選。これを機に平昌オリンピックの出場を目指すことになる。
東京都立東大和高等学校から法政大学へ進学。
2015年にアメリカ合衆国で行われた世界女子U18選手権トップディビジョンで全5試合1ゴール3アシストを記録。
2017年2月の平昌オリンピック最終予選に日本代表として1ゴール4アシストで活躍。
2018年2月には平昌オリンピックで初めての五輪、そして姉妹そろっての出場となり、1次リーグでコリアと対決、4対1で初勝利となった。
大学を卒業後、就職支援ナビゲーション（アスナビ）を通じANA社員として入社。それと並行にチームのSEIBUプリンセスラビッツに所属していた。
2019年-20年シーズンからスベンスカ・ダムホッケーリーガンのリンシェーピングHCでプレー。

## 人物
父は元アイスホッケー選手の床泰則。姉も同じくアイスホッケー選手の人里亜矢可であり、弟の床勇大可も法政大学に在学し、U-20日本代表選手というアイスホッケー一家である。
姉の亜矢可が2022年6月6日に人里茂樹と結婚したため、人里が義理の兄となった。